# アラキドン酸
アラキドン酸（アラキドンさん、英: Arachidonic acid）は、不飽和脂肪酸のひとつ。4つの二重結合を含む20個の炭素鎖からなるカルボン酸で、ω-6脂肪酸に分類される。数値表現で 20:4(n-6)または20:4(Δ5,8,11,14)となる。
生体でのアラキドン酸カスケードを担う脂質。

## 存在と役割
細胞膜中のリン脂質（特にホスファチジルエタノールアミン・ホスファチジルクロリン・ホスファチジルイノシトール）として存在し、なかでも脳に多く含まれる。
アラキドン酸はホスホリパーゼA2によってリン脂質から遊離し、ここから プロスタグランジン・トロンボキサン・ロイコトリエンなど、一連のエイコサノイドがつくられ、また細胞間のシグナル伝達におけるセカンドメッセンジャーとして働く。これらの生合成過程や体内での作用はアラキドン酸カスケードと呼ばれる。
アラキドン酸は、ほとんどの哺乳類にとって必須脂肪酸であると考えられている。

必須脂肪酸の代謝経路とエイコサノイドの形成

## 摂取
主に肉、卵、魚、母乳などに含まれており、欧米など諸外国では乳児用調製乳にも添加されている。
ヒトでは、アラキドン酸はリノール酸を原料として体内で合成されるが、種によってはこの機能が十分でないため必要な量を生産することができないか、あるいは全く生産する機能を持たない。アラキドン酸は植物にはほとんど含まれないため、自ら十分な量を生産できない動物（ネコなど）は他の動物の捕食によって摂取する必要がある。
自閉症スペクトラムの患者にアラキドン酸を平均228日間、経口投与し続けた結果、症状の一部改善が見られたという報告がある。